# Бёниш, Ивонн
Ивонн Бёниш (нем. Yvonne Bönisch; 29 декабря 1980, Людвигсфельде) — немецкая дзюдоистка лёгкой весовой категории, выступала за сборную Германии на всём протяжении 2000-х годов. Чемпионка летних Олимпийских игр в Афинах, финалистка европейских и мировых первенств, победительница многих турниров национального и международного значения. Также известна как тренер по дзюдо.

## Биография
Ивонн Бёниш родилась 29 декабря 1980 года в городе Людвигсфельде, ГДР. Активно заниматься дзюдо начала с раннего детства, проходила подготовку в Потсдаме в местном клубе UJKC Potsdam.
Первого серьёзного успеха на взрослом международном уровне добилась в 2002 году, когда попала в основной состав немецкой национальной сборной и побывала на чемпионате Европы в словенском Мариборе, откуда привезла награду серебряного достоинства, выигранную в лёгкой весовой категории. Год спустя выступила на чемпионате мира в японской Осаке, где тоже стала серебряной призёркой — единственное поражение потерпела в финале от представительницы КНДР Ке Сун Хи.
Благодаря череде удачных выступлений удостоилась права защищать честь страны на летних Олимпийских играх 2004 года в Афинах — одолела здесь всех пятерых своих соперниц по основной турнирной сетке, в том числе победила испанку Исабель Фернандес, пуэрториканку Джессику Гарсию, японку Киэ Кусакабэ, голландку Дебору Гравенстейн и в финале взяла реванш у кореянки Ке Сун Хи, завоевав тем самым золотую олимпийскую медаль. За это выдающееся достижение награждена Серебряным лавровым листом, высшей спортивной наградой Германии.
После афинской Олимпиады Бёниш осталась в основном составе дзюдоистской команды Германии и продолжила принимать участие в крупнейших международных турнирах. Так, в 2005 году она отправилась представлять страну на чемпионате мира в Каире, где получила в лёгком весе ещё одну серебряную медаль, вновь проиграв в финале Ке Сун Хи. На чемпионате Европы 2007 года в Белграде добавила в послужной список ещё одно серебро, на сей раз в финале не смогла пройти испанку Фернандес. Будучи в числе лидеров немецкой национальной сборной, благополучно прошла квалификацию на Олимпийские игры 2008 года в Пекине, тем не менее, повторить успех четырёхлетней давности не сумела — уже в стартовом поединке потерпела поражение от итальянки Джулии Квинтавалле, которая в итоге стала новой олимпийской чемпионкой. В утешительных встречах за третье место так же не имела успеха, дошла только до стадии четвертьфиналов. Вскоре по окончании этих соревнований приняла решение завершить карьеру профессиональной спортсменки, уступив место в сборной молодым немецким дзюдоисткам.
Впоследствии перешла на тренерскую работу, в 2012 году окончила Тренерскую академию в Кёльне, с 2013 года занимает должность главного тренера сборной федеральной земли Бранденбург.